# Tăul lui Dumitru
Tăul lui Dumitru este o arie protejată (zonă umedă) de interes național ce corespunde categoriei a IV-a IUCN (rezervație naturală de tip botanic), situată în județul Maramureș, pe teritoriul administrativ al orașului Baia Mare.

## Localizare
Aria naturală se află în partea central-nordică a județului Maramureș,  în Munții Igniș (grupă muntoasă a Carpaților Maramureșului și Bucovinei, aparținând de lanțul muntos al Carpaților Orientali) în sud-vestul rezervației naturale Mlaștina Poiana Brazilor, la o altitudine ce nu depășește 1.100 m, în apropierea drumului județean DJ183.

## Descriere
Rezervația naturală suprapusă sitului Natura 2000 - Igniș, a fost declarată arie protejată prin Legea Nr. 5 din 6 martie 2000 publicată în Monitorul Oficial al României Nr. 152 din 12 aprilie 2000 (privind aprobarea planului de amenajare a teritoriului național - Secțiunea a III-a -  arii protejate) și se întinde pe o suprafață de 3 hectare.
Aria protejată reprezintă o zonă umedă cu mlaștini oligotrofe) aflată în cresta principală a Munților Igniș, cu o bogată floră de turbărie, cu specii de: ruginare (Andromeda polifolia), rogoz (Carex acutiformis), afin (Vaccinium uliginosum), merișor (Vaccinium oxycoccus), bumbăcăriță (Eriophorum vaginatum), vuietoare (Empetrum nigrum), iarbă albastră (Molinia coerulea), țăpoșică (Nardus stricta), sclipeți (Potentilla erecta)	sau mușchi din specia Sphagnum pylaisia.

## Atracții turistice
În vecinătatea rezervației naturale se află mai multe obiective de interes turistic (lăcașuri de cult, monumente istorice, arii protejate, zone naturale), astfel:

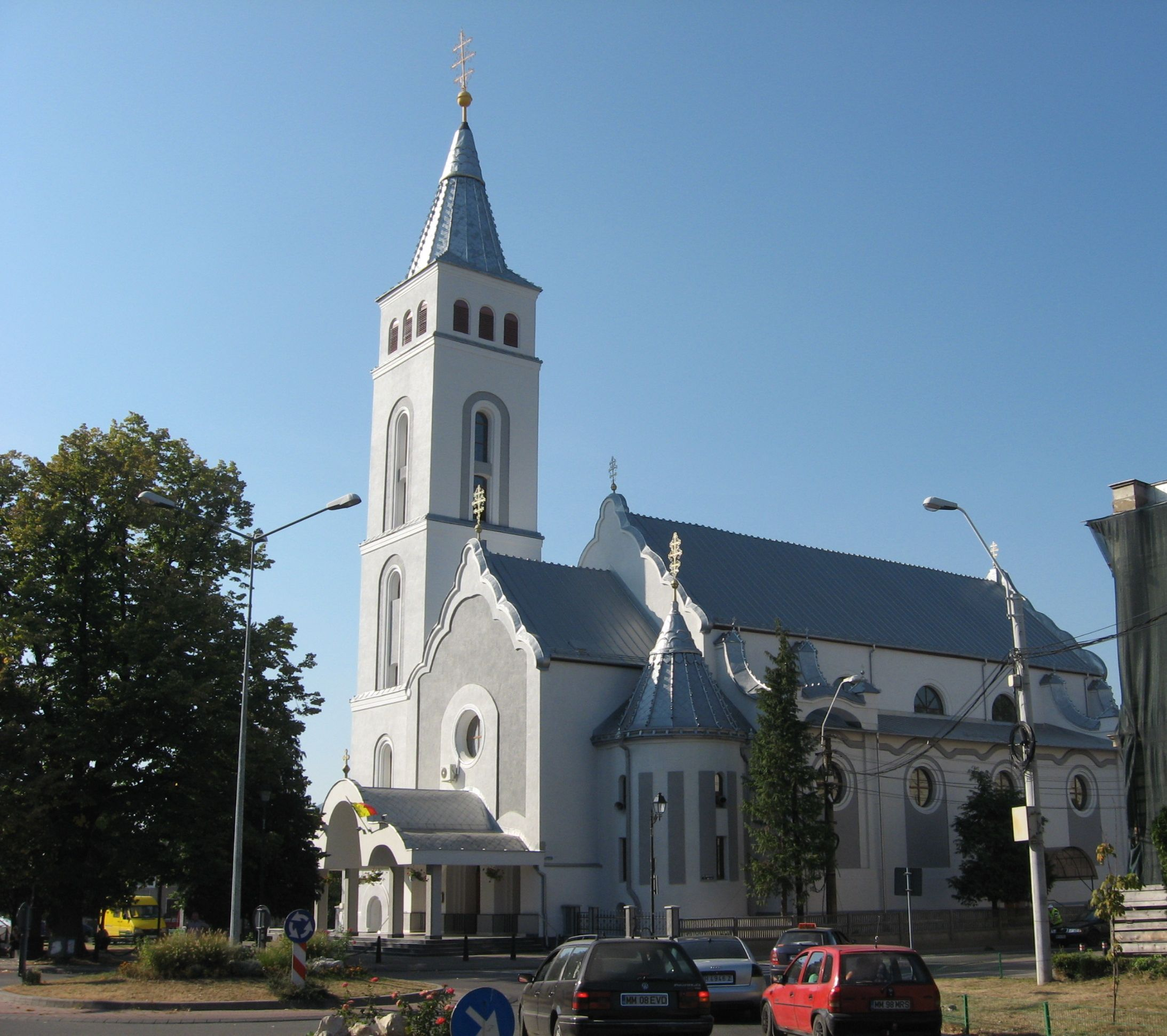
Catedrala Adormirea Maicii Domnului din Baia Mare

- Biserica romano-catolică "Tăierea Capului Sf. Ioan" din Tăuții de Sus, construcție secolul al XIV-lea, monument istoric
- Biserica reformată din Tăuții Măgherăuș (construcție secolele al XIV-lea – al XV-lea), monument istoric
- Biserica "Sf. Anton" din Baia Mare, construcție 1402, monument istoric
- Biserica romano-catolică "Sf. Lorinc" din Tăuții Măgherăuș, construcție 1875, monument istoric
- Biserica de piatră "Sf. Apostoli Petru și Pavel" din Tăuții de Sus, construcție 1773, monument istoric
- Biserica ortodoxă cu hramul „Sfinții Arhangheli Mihail și Gavriil” (1885), monument istoric
- Catedrala Adormirea Maicii Domnului din Baia Mare, lăcaș de cult construit de credincioșii greco-catolici din Baia Mare între anii 1905-1911, monument istoric
- Turnul Ștefan din Baia Mare, o anexă a Catedralei "Sfântul Ștefan" ridicată de Iancu de Hunedoara, construcție în stil gotic, secolul al XV-lea, monument istoric
- Casa Iancu de Hunedoara din Baia Mare ridicată în anul 1446, parte a vechiului castel medieval ridicat de Iancu pentru soția sa Elisabeta
- Arboretul de castan comestibil de la Baia Mare
- Rezervația fosiliferă Chiuzbaia
- Aria naturală Mlaștinile Vlășinescu